# Leichtathletik-Weltmeisterschaften 2022/Teilnehmer (Dominica)
| Goldmedaillen | Silbermedaillen | Bronzemedaillen |
| ------------- | --------------- | --------------- |
| —             | —               | —               |

Dominica nahm an den Leichtathletik-Weltmeisterschaften 2022 in Eugene mit einer Athletin und einem Athleten teil.

## Ergebnisse

### Männer

#### Sprung/Wurf
| Athletin      | Disziplin  | Qualifikation | Qualifikation | Finale     | Finale |
| Athletin      | Disziplin  | Weite/Höhe    | Platz         | Weite/Höhe | Platz  |
| ------------- | ---------- | ------------- | ------------- | ---------- | ------ |
| Tristan James | Weitsprung | 7,72 m        | 23            | DNQ        | DNQ    |

## Ergebnisse

### Frauen

#### Sprung/Wurf
| Athletin    | Disziplin  | Qualifikation | Qualifikation | Finale     | Finale |
| Athletin    | Disziplin  | Weite/Höhe    | Platz         | Weite/Höhe | Platz  |
| ----------- | ---------- | ------------- | ------------- | ---------- | ------ |
| Thea LaFond | Dreisprung | 14,39 m       | 06            | 14,56      | 05     |